# Alphonse Brot
Pour les articles homonymes, voir Brot.
Charles Alphonse Brot (Paris, 12 avril 1807 - Paris 18e, 3 janvier 1895) est un écrivain et auteur dramatique français.

## Biographie
Baptisé le 14 avril 1807 dans l’église de la Madeleine, il fait ses études au lycée Bonaparte (maintenant lycée Condorcet).
Il se marie le 7 janvier 1847 avec Eugénie Girault-Duvivier, à la mairie de Paris 1er. Entré en 1848 au Ministère de l’Intérieur où il occupe le poste de chef du bureau de l’imprimerie et de la librairie, il prend sa retraite en 1872.
Brot a fait partie du groupe littéraire romantique « Jeune-France », mythifié par Théophile Gautier, et qui rassembla ce dernier, Gérard de Nerval, Jules Vabre, Petrus Borel, Napoléon Thomas, Philothée O'Neddy, Augustus Mac-Keat, Aloysius Bertrand, Joseph Bouchardy, Louis Boulanger, Achille Devéria, Eugène Devéria, Célestin Nanteuil et Jehan Du Seigneur, parmi d'autres (cf. également le Petit-Cénacle du Bousingo).
De 1840 à 1842 il est, avec Antony Béraud, codirecteur du théâtre de l'Ambigu-Comique. Sociétaire Fondateur de la Société des auteurs et compositeurs dramatiques créée le 7 mars 1829 (la SACD dont les origines remontent en 1777), il est décoré de la Légion d’honneur le 15 août 1864.
Il meurt le 3 janvier 1895 à Paris, 7 rue Tardieu. Ses obsèques ont alors lieu en l’église Saint-Pierre de Montmartre, le 5 janvier 1895. Inhumé au cimetière de Montmartre Saint-Ouen le 6 janvier 1895, il repose depuis le 25 septembre 1901 au cimetière du Père-Lachaise (division 91 - ligne 7/90 – tombe 24/44) auprès de son épouse Eugénie, décédée le 26 novembre 1907.

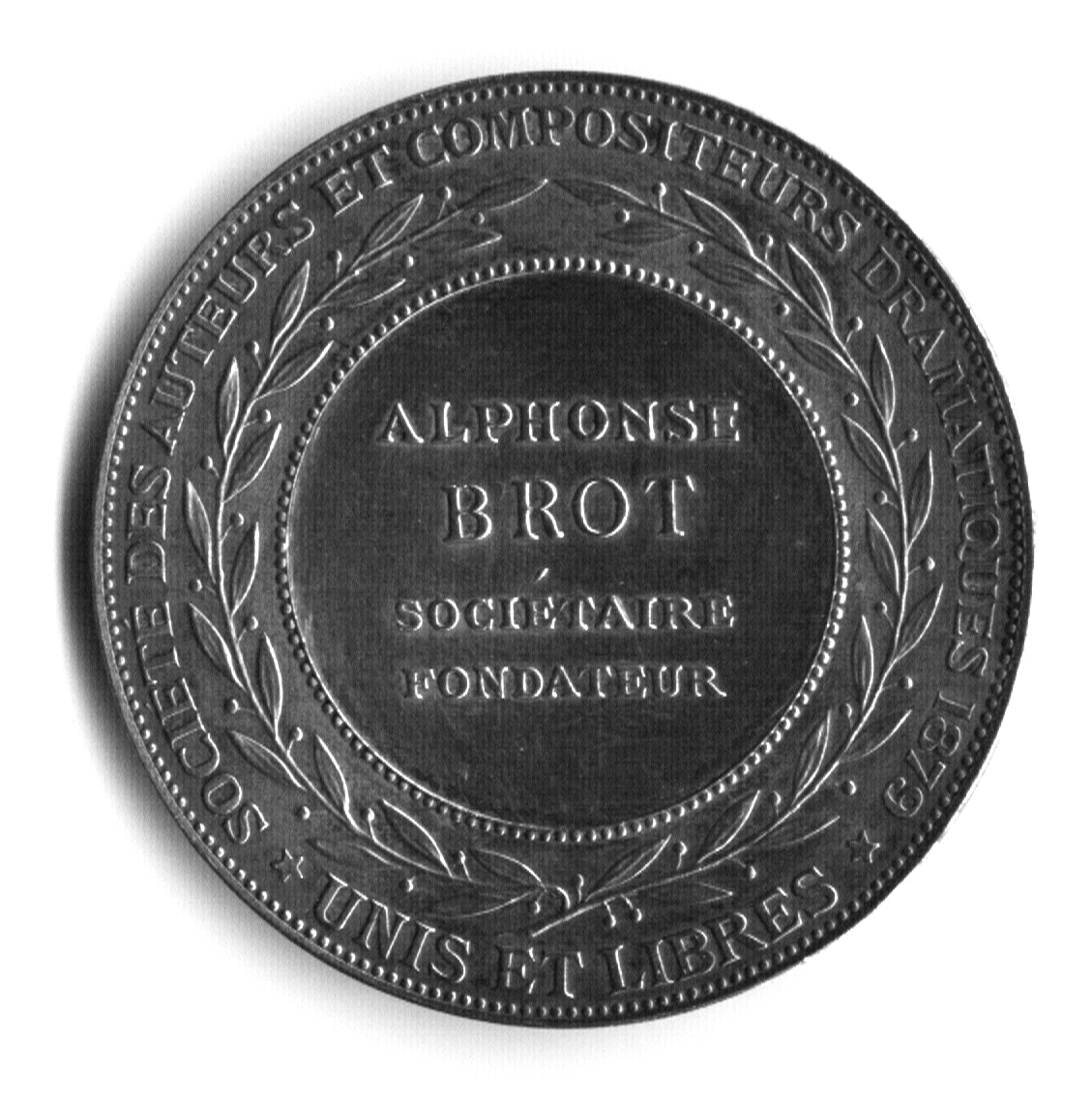
Medaille SACD

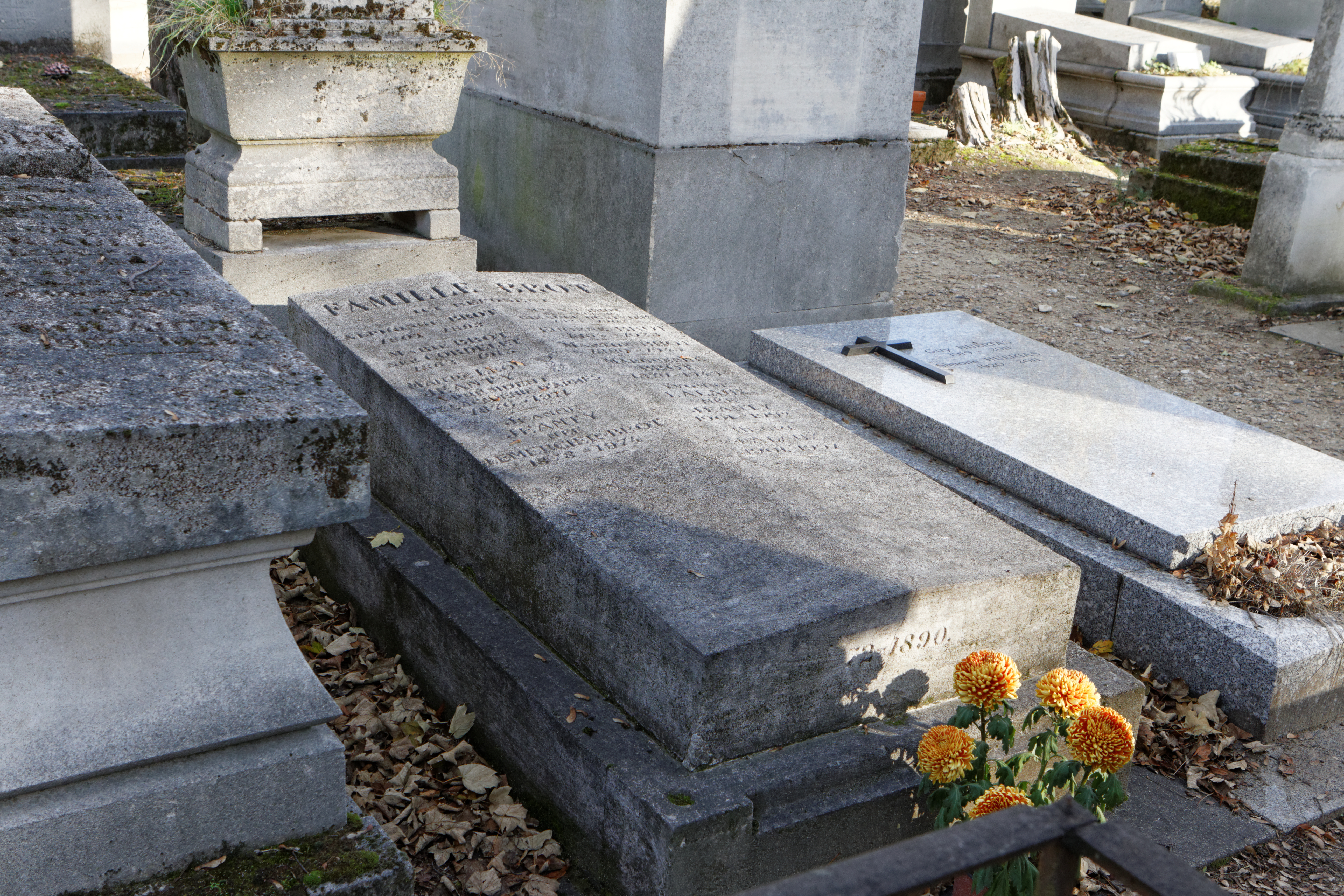
Tombe au cimetière du Père-Lachaise.

## Œuvres

### Poème
| Titre          | Date | Éditeur                           | Vol |
| Chants d’amour | 1829 | Ladvocat, Paris + L. Janet, Paris | 1   |
| Chants d’amour | 1829 | Dureuil, Paris + L. Janet, Paris  | 1   |

### Romans
Certains romans, drames et vaudevilles ont été coécrits.
| Titre                              | Date | Éditeur                        | Vol |
| Une aventure de Shakespeare        | 183? | [ 3 ]                          |     |
| Ainsi soit-il                      | 1833 | Sylvestre fils, Paris          | 1   |
| Priez pour elles                   | 1833 | Sylvestre fils, Paris          | 2   |
| Priez pour elles                   | 1838 | Hippolyte souverain, Paris     | 3   |
| Entre onze heures et minuit        | 1833 | Hippolyte souverain, Paris     | 2   |
| La Tour de Londres                 | 1835 | A. Labot et C. Lelong, Paris   | 2   |
| La Tour de Londres                 | 1862 | Lécrivain et Toubon, Paris     | 2   |
| Jane Grey                          | 1835 | Hippolyte souverain, Paris     | 4   |
| Jane Grey                          | 1862 | E. Dentu, Paris                | 2   |
| Carl Sand                          | 1836 | Hippolyte souverain, Paris     | 2   |
| Folles amours                      | 1836 | Hippolyte souverain, Paris     | 2   |
| La Chute des feuilles              | 1837 | Hippolyte souverain, Paris     | 2   |
| Seule au monde                     | 1838 | Hippolyte souverain, Paris     | 2   |
| Seule au monde                     | 1852 | Hippolyte souverain, Paris     | 2   |
| La Comtesse aux trois galants      | 1839 | Hippolyte souverain, Paris     | 2   |
| La Comtesse aux trois galants      | 1839 | Meline, Cans et Cie, Bruxelles | 2   |
| La Nuit terrible                   | 1840 | Hippolyte souverain, Paris     | 2   |
| Soirée aux aventures               | 1840 | Hippolyte souverain, Paris     | 4   |
| Les Secrets de famille             | 1841 | Hippolyte souverain, Paris     | 2   |
| Le Marchand d’habits               | 1841 |                                |     |
| Les Mystères de Province           | 1843 | Hippolyte souverain, Paris     |     |
| Le Bord de l’eau                   | 1844 | Hippolyte souverain, Paris     | 2   |
| Le Bord de l’eau                   | 1844 | Alexandre Cadot, Paris         | 2   |
| La Sirène de Paris                 | 1845 | Hippolyte souverain, Paris     | 2   |
| Les Couvents                       | 1846 | J. Mallet et Cie, Paris        | 1   |
| Le Médecin du cœur                 | 1846 | Hippolyte souverain, Paris     | 2   |
| Réveille-matin                     | 1847 | Hippolyte souverain, Paris     | 2   |
| La Terre promise                   | 1849 | Hippolyte souverain, Paris     | 2   |
| La Place des Terreaux              | 1852 | Hippolyte souverain, Paris     | 2   |
| La Place des Terreaux              | 1861 | Lécrivain et Toubon, Paris     | 2   |
| Deux Coups de tonnerre             | 1853 | Hippolyte souverain, Paris     | 2   |
| Un nouveau roman                   | 1853 | Hippolyte souverain, Paris     | 2   |
| Une soirée d’hiver                 | 1857 | Louis Chappe, Paris            | 2   |
| Les Deux Péchés                    | 1857 | Louis Chappe, Paris            | 2   |
| La Sirène de Paris                 | 1860 | Lécrivain et Toubon, Paris     | 2   |
| La Terre promise                   | 1861 | Lécrivain et Toubon, Paris     | 2   |
| Le Bourreau du roi                 | 1862 |                                |     |
| Sur la tombe de mademoiselle Toche | 1862 |                                |     |
| La Cousine du roi                  | 1866 | A. Faure, Paris                | 1   |
| Les Espions                        | 1874 | Moniteur Universel, Paris      | 1   |
| Miss Million                       | 1880 | Jules Rouff, Paris             | 1   |
| Les Nuits terribles                | 1880 | Jules Rouff, Paris             | 1   |
| Les Nuits terribles                | 1881 | Jules Rouff, Paris             | 1   |
| Les Compagnons de l’Arche          | 1881 | Jules Rouff, Paris             | 1   |
| La Déesse Raison                   | 1881 | Dentu, Paris                   | 1   |
| Une réparation                     | 1881 |                                |     |
| Heureuse comme une reine           | 1881 |                                |     |

### Drames
| Titre                                       | Date | Éditeur                            | Vol |
| Juliette (avec Albert et Fabrice Labrousse) | 1834 | Marchant, Paris                    | 1   |
| Juliette (avec Albert et Fabrice Labrousse) | 1850 | Doudey-Dupré, Paris                | 1   |
| Les Enfans du fermier                       | 1837 | Nobis, Paris                       | 1   |
| Alix ou les Deux Mères                      | 1838 | J-N Barba + Delloye + Bezou, Paris | 1   |
| Edith ou la Veuve de Southampton            | 1840 | J Marchant, Paris                  | 1   |
| La Lescombat                                | 1841 | Marchant, Paris                    | 1   |
| La Lescombat                                | 1841 | Gambier et Neirinckx, Bruxelles    | 1   |
| Le Marchand d’habits                        | 1841 |                                    |     |
| Les Brigands de la Loire                    | 1842 |                                    |     |
| L’Auberge de la Madone                      | 1842 | J Marchant, Paris                  | 1   |
| La Tour de Londres                          | 1855 | J Marchant, Paris                  | 1   |
| Jane Grey                                   | 1856 | J Marchant, Paris                  | 1   |
| La Marnière des saules                      | 1858 | J Marchant, Paris                  | 1   |
| Le Testament d’Elisabeth                    | 1867 | J Marchant, Paris                  | 1   |
| Le Gendre du colonel                        | 1872 | J Marchant, Paris                  | 1   |
| Le Spadassin                                |      |                                    |     |
| Un amour fatal                              |      |                                    |     |
| Gaëtan il marmonne                          |      |                                    |     |

### Vaudevilles
| Titre                      | Date | Éditeur                   | Vol |
| Les Dettes criardes        | 1842 |                           |     |
| Les Exploits de César      | 1855 | Beck, Paris               | 1   |
| Le Meurtrier de Théodore   | 1865 | Michel Levy Frères, Paris | 1   |
| Le Meurtrier de Théodore   | 1867 | Michel Levy Frères, Paris | 1   |
| Le Meurtrier de Théodore   | 1874 | Michel Levy Frères, Paris | 1   |
| Le Meurtrier de Théodore   | 1879 | Michel Levy Frères, Paris | 1   |
| Le Meurtrier de Théodore   | 1885 | Calmann-Lévy, Paris       | 1   |
| Le Capitaine Clair-de-Lune |      |                           |     |
| La Veuve Loustalot         |      |                           |     |
| Paris la nuit              |      |                           |     |

### Titres traduits
| Titre                        | Date | Éditeur                       | Vol |
| Die Klöster der Christenheit | 1860 | Ausgabe Brünn, Leipzig        | 1   |
| La notti terribili           | 1881 | Edouardo Sonzogno, Milan      | 1   |
| La Tierra de Promision       | 1881 | Del Correo de Ultramar, Paris | 1   |
| Miss Milione                 | 1882 | Edouardo Sonzogno, Milan      | 1   |

### Recueils collectifs
| Titre                                     | Recueil                                        | Date | Éditeur                       |
| La Cheminée gothique, tradition italienne | Le Salmigondis                                 | 1832 | Fournier Jeune, Paris         |
| Zampieri Dominichino                      | Le Conteur                                     | 1835 | Aux Bureaux du Conteur, Paris |
| Un regard sur le passé                    | Le Conteur                                     | 1836 | Aux Bureaux du Conteur, Paris |
| Les Trois Dominos                         | Le Foyer de l’Opéra - Mœurs fashionables       | 1840 | Hippolyte souverain, Paris    |
| Les Deux Madeleines                       | Le Livre des feuilletons                       | 1843 | De Vigny, Paris               |
| Rue et Faubourg Poissonnière              | Les Rues de Paris, tome 2                      | 1844 | G. Kugelmann, Paris           |
| Marguerite et Marie                       | Le Livre des feuilletons                       | 1847 | De Vigny, Paris               |
| Les Deux Orphelines                       | Livre-feuilletons du franc-parleur de la Meuse | 1847 | Verdun, Paris                 |
| Nouvelles à la main                       | Le Livre des feuilletons                       | 1850 | De Vigny, Paris               |